# 王莽乡
王莽乡是中国陕西省西安市长安区下辖的一个乡。

## 行政区划
王莽乡下辖以下行政区：
西王莽村、东王莽村、刘秀村、水寨村、上三官村、清禅寺村、二里村、郑家坡村、清南村、清北村、小峪河村、洋东村、洋西村、竹沟口村、疙瘩村、土门峪村、江柳村、孟家村、王家村、东辛庄村、下三官村、上红庙村、下红庙村、江村、韦二村、韦一村、韦三村、韦四村、西坡村、南坡村、常旗村、后沟村、尹村、东坡村